# 556 TCN
556 TCN là một năm trong lịch La Mã.